# Mustansar Hussain Tarar
Mustansar Hussain Tarar (urdu: مستنصر حسين تارڑ) (n. 1 martie, 1939, Lahore, India Britanică) este actor, scriitor și o personalitate celebră în Pakistan.